# Anon Schmitson
Anon Schmitson (* vor 1880; † nach 1900) war ein deutscher Eiskunstläufer, der im Einzellauf startete.
Er wurde 1891 der erste deutsche Meister im Eiskunstlauf der Herren. Bei der ersten Europameisterschaft errang er 1891 die Silbermedaille hinter seinem Landsmann Oskar Uhlig. 

## Ergebnisse
| Wettbewerb / Jahr        | 1891 |
| ------------------------ | ---- |
| Europameisterschaften    | 2.   |
| Deutsche Meisterschaften | 1.   |

| Personendaten    | Personendaten            |
| ---------------- | ------------------------ |
| NAME             | Schmitson, Anon          |
| KURZBESCHREIBUNG | deutscher Eiskunstläufer |
| GEBURTSDATUM     | vor 1880                 |
| STERBEDATUM      | nach 1900                |